# Leo Königsberger
Leo Königsberger, né le 15 octobre 1837 à Posen et mort le 15 décembre 1921 à Heidelberg, est un mathématicien allemand. Également historien des sciences, il est un contemporain de Georg Cantor.

## Biographie
Koenigsberger naît dans une famille juive de riches marchands de le grand-duché de Posen. Il étudie au lycée Frédéric-Guillaume de Posen et de 1857 à 1860 il étudie à l'université Humboldt de Berlin. C'est là que Karl Weierstrass a une forte influence sur lui.
Il s'établit à Berlin, puis devient en 1864 professeur de mathématiques à l'université de Greifswald. D'abord en 1869 à l'université de Heidelberg, il passe en 1875 à l'université technique de Dresde et en 1877 à l'université de Vienne. Enfin en 1884, il retourne à Heidelberg, où il passe les 36 dernières années de sa vie d'enseignant. En 1893, il devient membre de l'Académie royale des sciences de Prusse.
À partir de 1909, il est membre de l'Académie des sciences de Heidelberg et de 1909 à 1915 il en est le secrétaire